# Thomas (Virginie-Occidentale)
Pour les articles homonymes, voir Thomas.
La ville américaine de Thomas est située dans le comté de Tucker, en Virginie-Occidentale. Lors du recensement de 2010, elle comptait 586 habitants.
Elle est nommée en l'honneur de Thomas Beall Davis.